# Rashi

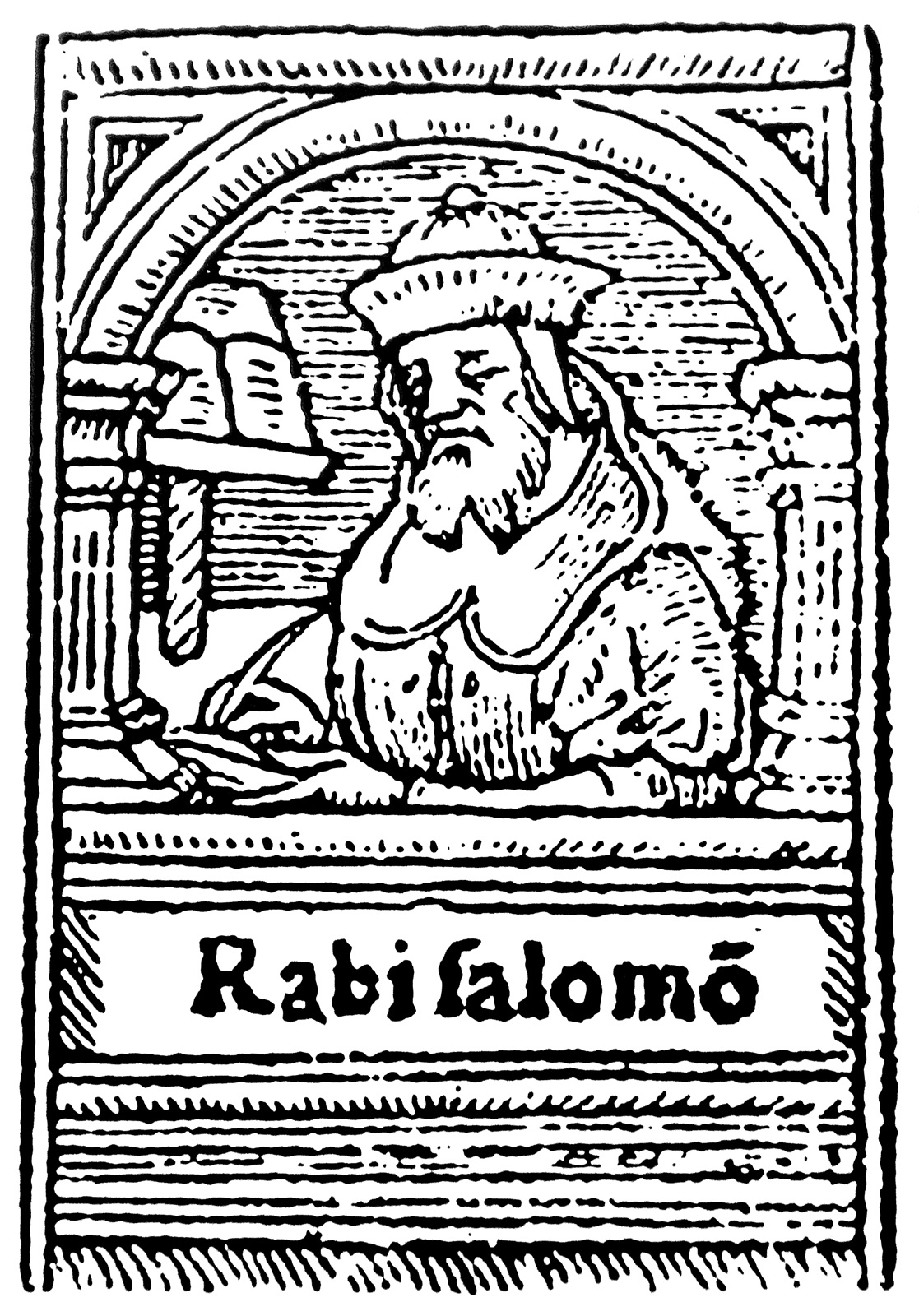
Portret imaginar din anul 1529.

Rabbi Shlomo Itzhaki sau Shlomo ben Itzhak, cunoscut sub acronimul Rashi, (în ebraică: רש"י sau רבי שלמה יצחקי, n. 1040 sau 1041 Troyes - d. 13 iulie 1105 Troyes) a fost un rabin evreu francez, renumit comentator al Bibliei ebraice și al Talmudului, și fost unul din cei mai însemnați cărturari ai iudaismului din Evul Mediu și exegeți ai Bibliei. Comentariul său la Biblia ebraică (Tanakh, Vechiul Testament), mai ales la cele Cinci cărți ale lui Moise (Pentateuhul, Humash) și la 30 din cele 35 cărți ale Talmudului babilonian  este studiat până în zilele noastre de către credincioșii evrei, inclusiv de către elevii școlilor religioase iudaice. Comentariul la Talmud însoțește toate edițiile tipărite ale Talmudului de la prima ediție tipărită a acestuia de către Daniel Bomberg în anii 1520. cărți. Exegeza biblică a lui Rashi a servit drept bază la peste 300 „supercomentarii” care au analizat opțiunile sale linguistice. Activitatea și comentariile sale au influențat mult edificarea religiei iudaice în generațiile viitoare. Rashi a influențat chiar și exegeza creștină din vremea sa. În aramaică era numit Parshandata פַּרְשַׁנְדָּתָא , „Comentatorul religiei”.

## Biografie
Rashi a fost copil unic al părinților săi și s-a născut prin anul 1039-1040 la Troyes, în Champagne, în nordul Frantei. Fratele mamei sale a fost Shimon cel Bătrân, rabin al evreilor din Mainz.Shimon era discipol al rabinului Gershom ben Yehuda.  Din partea tatălui său Itzhak Hatzarfati (Isaac Francezul),  Rashi, ar fi făcut parte, se pare, din a 33-a generație de descendenți ai învățatului Yohanan Hasandlar, care el însuși era urmaș din a patra generație al rabinului Gamaliel, care, la rândul său, se spunea că ar fi coborât din regele David
De fapt, în toată opera sa scrisă, Rashi nu a menționat o asemenea pretenție.